# Nowe Miasto Lubawskie (gmina)
Pour la ville, voir Nowe Miasto Lubawskie.
Nowe Miasto Lubawskie est une gmina rurale du powiat de Nowe Miasto, Varmie-Mazurie, dans le nord de la Pologne. Son siège est le village de Mszanowo, qui se situe environ 3 km au nord-est de Nowe Miasto Lubawskie et 72 km au sud-ouest de la capitale régionale Olsztyn.
La gmina couvre une superficie de 138,02 km2 pour une population de 7 859 habitants.

## Géographie
La gmina inclut les villages de Bagno, Bratian, Chrośle, Gryźliny, Gwiździny, Jamielnik, Kaczek, Łąki Bratiańskie, Lekarty, Mszanowo, Nawra, Nowy Dwór Bratiański, Pacółtowo, Pustki, Radomno, Skarlin et Tylice.
La gmina borde la ville de Nowe Miasto Lubawskie et les gminy de Biskupiec, Grodziczno, Iława, Kurzętnik et Lubawa.